# Lucasfilm
Lucasfilm Ltd. LLC – amerykańska wytwórnia filmowa założona w 1971 przez George’a Lucasa, przejęta przez firmę The Walt Disney Company w 2012 r.
Siedzibą spółki z ograniczoną odpowiedzialnością (Ltd) jest hrabstwo Marin, w stanie Kalifornia. Spółka wyprodukowała m.in. takie filmy jak seria o Indianie Jonesie i cykl Gwiezdne wojny. Od 2007 produkuje wersję telewizyjną tej serii.
Do spółki Lucasfilm należą spółki zależne:
- Lucasfilm Games (dawniej LucasArts) – producent gier wideo i komputerowych,
- Lucas Digital – firma poddająca obróbce cyfrowej filmy nagrane na taśmach celuloidowych,
- Industrial Light & Magic – produkcja efektów specjalnych,
- Skywalker Sound – nagrywanie muzyki i efektów dźwiękowych,
- THX Ltd – produkcja wyposażenia dla kinowych systemów dźwiękowych,
- Lucas Licensing – zarządzanie licencjami i marketing,
- Lucasfilm Learning – systemy szkoleniowe dla filmowców,
- Lucas Books – wydawnictwo komiksów o Indianie Jonesie i Gwiezdnych wojnach, opowiadań i in.,
- Lucasfilm Animation – studia filmów rysunkowych i animacji, m.in. w Kalifornii i Singapurze,
- Lucas Online – produkcja stron internetowych.

W 1986 spółka Lucasfilm odsprzedała część swojej produkcji związanej z efektami specjalnymi Steve’owi Jobsowi. W ten sposób powstała firma Pixar Animations Studios, produkująca takie filmy jak: Gdzie jest Nemo?, Toy Story, Potwory i spółka.
30 października 2012 roku ogłoszono, że firma wykupiona została przez The Walt Disney Company.